# Roliça
Roliça ist eine Gemeinde (Freguesia) im portugiesischen Kreis Bombarral. In ihr leben 2545 Einwohner (Stand 19. April 2021).

## Geschichte und Sehenswürdigkeiten
Seit dem Neandertaler ist das Gemeindegebiet besiedelt. So bestand hier eine bronzezeitliche Siedlung der Castrokultur, in der sich später Römer niederließen, wie Münzen und andere Funde belegen. Die eigenständige Gemeinde wurde 1495 geschaffen, womit es die älteste Gemeinde im Kreis darstellt. Die heutige Gemeindekirche wurde erstmals 1408 als einfache Kapelle errichtet.
Im Zusammenhang mit den Napoleonischen Invasionen trafen hier am 17. August 1808 die französischen Kräfte des Generals Delaborde auf die portugiesisch-britische Verteidigung unter dem späteren General Wellington, der wenige Tage zuvor in Lavos (bei Figueira da Foz) an Land gegangen war. In der Schlacht bei Roliça (Batalha da Roliça) unterlagen die französischen Invasionsarmeen. Ein Denkstein für den gefallenen Leutnant Lake und seine Männer erinnert an die Schlacht.
Zu den weiteren Baudenkmälern der Gemeinde zählen verschiedene Sakralbauten, Brunnenanlagen, historische öffentliche und private Gebäude, und der Bahnhof von São Mamede.

## Verkehr
Mit dem Bahnhof São Mamede und dem Haltepunkt Paúl verfügt die Gemeinde über zwei Anschlüsse an die Eisenbahnstrecke Linha do Oeste.
Mit den Anschlussstellen Nr. 12 (Delgada) und Nr. 13 (São Mamede) ist die Gemeinde an die Autobahn A8 angebunden.

## Verwaltung
Roliça ist Sitz einer gleichnamigen Gemeinde (Freguesia) im Kreis (Concelho) von Bombarral.
Folgende Ortschaften liegen in der Gemeinde:
- Azambujeira dos Carros
- Baraçais
- Boavista
- Casal Fialho
- Columbeira
- Delgada
- Paúl
- Roliça
- São Mamede
- Vale do Grou
- Quinta da Carvalha
- Quinta da Freira